# REINA World Women's Championship

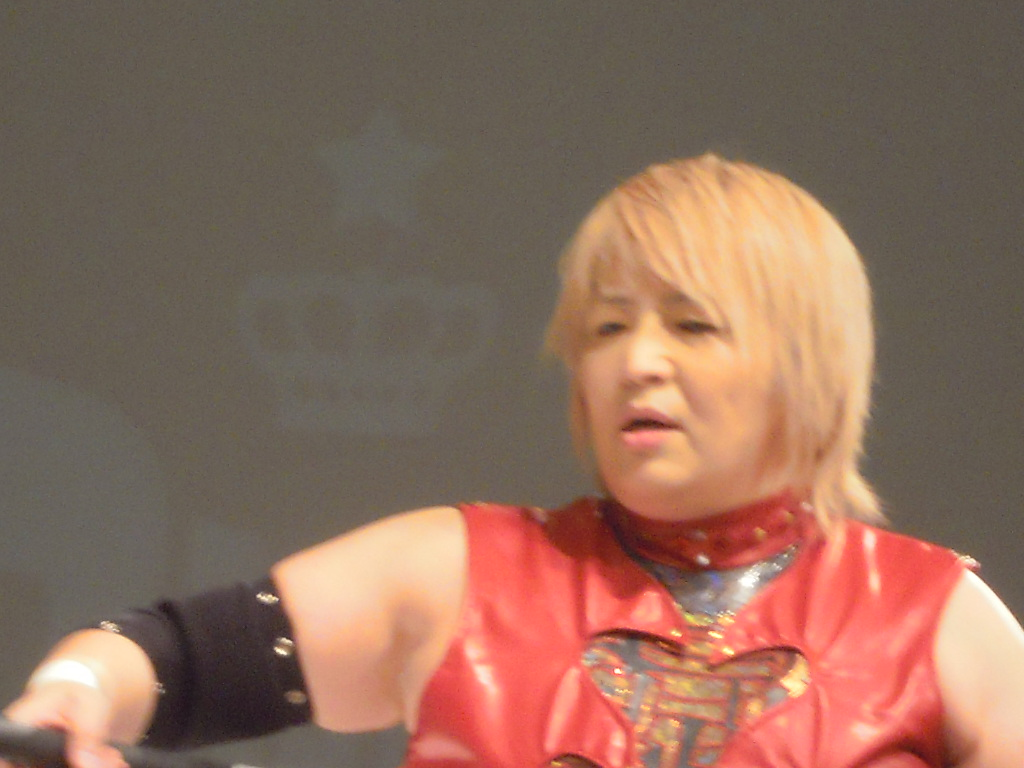
Yumiko Hotta, primera campeona.

El Campeonato Mundial Femenil de REINA (REINA World Women's Championship en inglés) es un campeonato femenino de lucha libre profesional, promovido por REINA Joshi Puroresu, conocida anteriormente como Universal Woman's Pro Wrestling REINA.

## Historia
El 23 de noviembre de 2011 la Universal Woman's Pro Wrestling REINA realizó el evento "REINA 20" en el Yokohama Radiant Hall de Yokohama, Kanagawa, donde Yumiko Hotta se enfrentó a la mexicana Lady Apache por la Radio Japan Cup y también para obtener a la nueva Campeona Mundial Femenil de REINA. Yumiko Hotta obtuvo la victoria y se convirtió en la primera campeona. Sin embargo, el 13 de mayo de 2012 al final del evento REINA 33, Yumiko Hotta anunció su deslinde de la promoción, con lo cual el campeonato fue declarado vacante.
El 10 de septiembre de 2013, REINA Joshi Puroresu anunció un combate entre Shuri y Zeuxis en la cual se pondría en disputa el Campeonato Mundial Femenil de REINA tras 1 año de permanecer vacante.

## Campeona actual
Actualmente el campeonato se encuentra vacante debido a que Yumiko Hotta abandonó la empresa.

## Lista de campeones
| Luchador:    | Reinado N°: | Derrotó a:                              | Fecha:                  | Show o evento: |       |
| ------------ | ----------- | --------------------------------------- | ----------------------- | -------------- | ----- |
| Yumiko Hotta | 1           | Lady Apache                             | 23 de noviembre de 2011 | REINA 21       | [ 2 ] |
| Vacante      | N/A         | Debido a que Hotta abandonó la empresa. | 13 de mayo de 2012      | REINA 33       | [ 3 ] |

## Reinados más largos
| Luchador     | Días | Fecha en que ganó       | Fecha en que perdió | Notas                           |
| ------------ | ---- | ----------------------- | ------------------- | ------------------------------- |
| Yumiko Hotta | 172  | 23 de noviembre de 2011 | 13 de mayo de 2012  | Primera campeona de la historia |

## Datos interesantes
- Reinado más largo: Yumiko Hotta, 172 días.
- Reinado más corto: Yumiko Hotta, 172 días.
- Campeona más vieja: Yumiko Hotta, 44 años y 317 días.
- Campeona más joven: Yumiko Hotta, 44 años y 317 días.
- Campeona más pesada: Yumiko Hotta, 80 kg (176 lb).
- Campeona más liviana: Yumiko Hotta, 80 kg (176 lb).